# Aurélie Godet
Pour les articles homonymes, voir Godet.
Aurélie Godet, née le 5 juin 2003 à Montpellier, est une athlète de la FFSNW en Wakeboard évoluant en équipe de France de wakeboard; championne d'Europe OPEN, en Allemagne en Septembre 2021, elle obtient la médaille de Bronze en Octobre 2022 aux championnats du monde en Thaïlande. Elle est championne de France en titre.

## Nominations
- FISE Festival international des sports extrêmes Award best female 2019[3].
- Trophée sportif de Montpellier 2018.
- Rider de l’année 2016-2018.
- Médaille de la ville de Lattes 2019[4].
- Team Occitanie Sud de France 2018-2020
- Trophées de fédération 2018.
- Ambassadrice Sentez-Vous Sport dans la région Occitanie 2020
- Ambassadrice Montpellier métropole 2022-2024

## Parcours sportif
Aurélie fait ses premiers pas en wakeboard derrière un bateau à Camargue Paradise puis en téléski nautique bi poulie à la FISE Académie sur le bassin Jacques Cœur de Montpellier en 2012  à l'âge de neuf ans[réf. nécessaire]. 
A la fermeture du téléski de Montpellier, Aurélie s'entraine au Kum Wake Park à Barcarès, au Téléski Saint Jean à Saint-Jean-Pla-de-Corts, et à Exo 84 à Bollène[réf. nécessaire]. 
Aurélie intègre l'équipe de France début 2016. Quelques mois plus tard, elle est titrée vice-championne du monde en Israël,. 

## Palmarès
- Championnat d'u monde OPEN 2022 Thaïlande
- Championne d'Europe OPEN en câble 2021 Allemagne
- World Cup Shanghai Novembre 2018
- 4e European Open 2019 Open Pologne
- Championne du monde 2016,2018
- Championne Europe 2016,2017,2018
- Championnat d'Europe Boat Juniors 2019 Ukraine
- Championne du monde U15 2018
- championnat du monde OPEN 2018
- Championne de France U15 2015, 2016, 2017, 2018 et OPEN 2015, 2016, 2017, 2018, 2025
- Championne de France OPEN bateau 2018, 2019
- Vice-championne d'Europe U15 2016, 2018 et OPEN 2016[7]
- Championne d'Europe U15, 2017 Égypte
- Vice-championne du monde U15 et OPEN 2016
- Demi finale PPG London 2017
- 5e Fise World Series 2015
- Fise World Series 2016
- Fise World Series 2017, 2018
- 4e Fise World Series 2019
- 5e Fise Kitesurf Freestyle 2019
- Jeux méditerranéens de plage de 2019 Grèce
- 1st Championnat Europe & Afrique OPEN 2021